# Fauna Australiei
Australia este un continent cu o faună deosebită: 83 % din mamifere, 89 % din reptile, 90 % din pești și insecte, precum si 93 % din amfibieni sunt endemice continentului australian. Acest nivel de endemicitate poate fi atribuită izolării geografice a continentului, a stabilității tectonice și a unui model de schimbări climatice, care au flora și solul australian în diferite epoci geologice. Caracteristică faunei australiene este numărul limitat al mamiferelor plancetare, majoritatea speciilor existente fiind aduse de către colonizatorii europeni, precum și abundența mamiferelor marsupiale. Australia are mai multe specii de șerpi veninoși decât neveninoși. 

## Origini
Australia a făcut parte din supercontinentul sudic Gondwana, care mai includea America de Sud, Africa, subcontinentul indian și Antarctica. Gondwana a început să se fragmenteze acum 140 milioane de ani în urmă; cu 50 milioane de ani în urmă Australia s-a separat de Antarctica. Originea și evoluția până în ziua de astăzi au fost modelate de conditii climatice unice și de geologia continentului. Australia a fost izolată de efectele schimbărilor climatice la nivel global. Fauna unică, care a apărut inițial in Gondwana, cum ar fi marsupialele, au supraviețuit și s-au adaptat în Australia.

## Mamifere
Monotremele au fost apărut în Australia la începutul erei Cretacice, cu 145-99 milioane de ani în urmă, iar marsupialele și mamiferele placentare au apărut în Eocen, acum 56-34 milioane de ani. Deși marsupialele și mamiferele placentare au coexistat în Australia în Eocen, numai marsupialele au supraviețuit până în ziua de astăzi. Mamiferele placentare au reapărut în Australia în Miocen, când Indonezia s-a apropiat de Australia, liliecii și rozătoarele începând să apară pe continentul australian. Marsupialele au evoluat pentru a umple nișele ecologice specifice. De exemplu, Tigru tasmanian seamănă foarte mult cu canidele; oposumii și veverițele zburatoare au calități similare care le permite adaptarea la un stil de viață arboricol, iar numbat și furnicarii sunt ambii insectivore.

## Păsări
Australia are peste 800 specii de păsări, printre care găsim emu și diferite specii de papagali precum nimfele.

## Reptile
În Australia  sunt cei mai veninoși șerpi (ex: taipanul, șarpele tigru, șarpele cafeniu vestic), șopârle unice adaptate la deșert (ex: diavolul țepos, agama gulerată), țestoase marine și de uscat și crocodilieni (crocodilul de apă sărată cea mai mare reptilă).